# Jack Douglass
Pour les articles homonymes, voir Douglass.
John Patrick « Jack » Douglass aussi connu sous le pseudonyme Jacksfilms est un youtuber américain. Il est notamment connu pour ses parodies et ses séries Your Grammar Sucks, JackAsk et Yesterday I Asked You (YIAY).

## Your Grammar Sucks
La série la plus populaire du Youtuber, Your Grammar Sucks, a vu le jour en juin 2011. Dans cette série il se moque de la grammaire ou l'orthographe approximative de certains commentaires trouvés sur Internet. Cette série fut également présentée par le Huffington Post. 

## JackAsk et Yesterday I Asked You [YIAY]
En janvier 2014, Jack lance une nouvelle série appelée JackAsk, dans laquelle il répond avec humour aux questions que lui posent ses fans de façon satirique. À la fin de chaque vidéo JackAsk, il pose à son tour une question à ses fans, un concept qui mènera à la création de la série Yesterday I Asked You (YIAY) en février 2015. Dans cette série il pose chaque jour une nouvelle question à ses fans, puis met en scène les meilleures réponses qu'il trouve dans les commentaires.